# Angoulême Charente FC
 (décembre 2023).
Si vous disposez d'ouvrages ou d'articles de référence ou si vous connaissez des sites web de qualité traitant du thème abordé ici, merci de compléter l'article en donnant les références utiles à sa vérifiabilité et en les liant à la section « Notes et références ».
Maillots
Actualités
Dernière mise à jour : 23 septembre 2024.
L'Angoulême Charente Football Club, abrégé en Angoulême Charente FC, est un club de football français fondé en 1920 et situé à Angoulême en Charente. Le club joue et a son siège social à Soyaux, dans la banlieue d'Angoulême.
Après une courte période professionnelle entre 1945 et 1948, l'AS Angoulême connaît son apogée à la fin des années 1960. Demi-finaliste de la Coupe de France de football en 1967 et 1968 (un exploit déjà réalisé en 1947), les Angoumoisins accèdent à la première division du Championnat de France en 1969 et terminent à la quatrième place pour leur première saison, ce qui leur permet de disputer le premier tour de la Coupe des villes de foires, ancêtre de la Coupe UEFA.
Après deux autres saisons en Division 1, le club retrouve la deuxième division en 1972, et atteint de nouveau les demi-finales de la Coupe de France en 1979. Alors principal club de football en Poitou-Charentes, Angoulême est finalement relégué en D3 en 1984, et perd son statut professionnel. Relégué du championnat National (D3) en 1999, le club est rétrogradé en 2005 par la Direction nationale du contrôle de gestion (DNCG) en Ligue régionale de football, après 41 saisons passées au niveau national.

## Histoire
Les racines du club remontent à 1920 par la fondation de la section football du SC Angoulême. Le SCA enlève le titre de champion de DH de la Ligue Centre-Ouest en 1923 et 1924.
Le club est rebaptisé « Association Sportive des Charentes » en juillet 1925 par MM. Lebon, Allory et Castillon. Après le décès des deux derniers cités, c'est sous l'impulsion du président Lebon que l'ASC parvient à remporter cinq titres de champion régional entre 1934 et 1939. M. Boillevin hérite du fauteuil présidentiel au décès du président Lebon en 1943. Après avoir débuté à la prairie de Bourgine, terrain sujet aux inondations, le club se dote d'un terrain digne de ce nom : le stade Guillon (futur stade Camille-Lebon) utilisé depuis 1932, mais inauguré officiellement en 1935 après l'aménagement de tribunes en bois, juste à côté du stade Chanzy des rugbymen du Sporting club d'Angoulême.
Fort d'un nouveau titre de champion de Division d'Honneur, le club opte pour le professionnalisme en 1945. C'est l'époque des Grizzetti, Alempijevitch, Amroui, Oudot et autres Déniort. Le résultat le plus mémorable de cette période est la participation d'Angoulême aux demi-finales de la Coupe de France de football 1946-1947. Avant d'exploser face au RC Strasbourg (6-0), les Angoumoisins avaient éliminé deux grands de l'élite : le Red Star et le Stade de Reims. Après trois saisons en Division 2, le club retrouve le Championnat de France amateur.
Rebaptisé Association Sportive d'Angoulême en 1947, le club revient au professionnalisme en 1965 sous la férule d'Angelo Grizzetti, ex-capitaine de la première équipe professionnelle de la cité des Valois de 1945 à 1947. Alors qu'il évolue en D2, le club atteint les demi-finales de la Coupe de France en 1967 et 1968. En 1967, le club perd sa demi-finale à la pièce, au pile ou face, face à l'Olympique lyonnais, les équipes n'ayant pu se départager après trois rencontres, la première rencontre s'est soldée par un 3-3 (Angoulême a mené 3-1), puis 0-0 enfin 1-1 au cours du dernier match d'une durée record de 150 minutes, 2 fois 30 minutes de prolongation (les pénaltys n'existant pas à l'époque). Le capitaine angoumoisin Goujon, choisit pile... ce fut face! Accueillis en héros à leur retour, les Angoumoisins voient les spectateurs du Parc des Princes, où se joue la finale Lyon-Sochaux le 21 mai 1967, scander le nom du club. L'année suivante, c'est l'AS Saint-Étienne qui élimine Angoulême en match d'appui, après un premier résultat nul (1-1, 2-1).
En 1968-1969, le club termine au deuxième rang du championnat grâce notamment aux 55 buts en 40 matchs (une performance restée record en Division 2) de son attaquant Gérard Grizzetti, le fils de l'ancien capitaine et entraîneur. Après une victoire en barrage face à l'AS Monaco (1-2, 0-1, 2-0), le club est promu en première division. Il y dispute trois saisons en 1969-1970, 1970-1971 et 1971-1972. Le club dispute même le premier tour de la Coupe des villes de foires 1970-1971 après une inattendue quatrième place en championnat en 1970, obtenue notamment grâce aux 15 buts de Grizzetti. Battus 3-0 sur le terrain du Vitória de Guimarães, les Charentais l'emportent 3-1 au retour mais sont éliminés.
Relégué en deuxième division en 1972, Angoulême y reste douze saisons, terminant souvent dans la première moitié du classement mais sans parvenir à se battre pour la montée. Le club atteint une quatrième fois les demi-finales de la Coupe de France en 1979. Le club est finalement relégué en D3 en 1984, et perd son statut professionnel. Le club connaît alors une dégringolade sportive progressive.
Après quinze saisons au troisième échelon du football français (devenu le National 1 puis le National), le club rejoint le Championnat de France amateur en 1999.
À l'issue de la saison 2004-2005, durant laquelle il évolue en Championnat de France amateur, le club est relégué par la Direction nationale du contrôle de gestion (DNCG) en Division d'Honneur de la Ligue du Centre-Ouest après 41 saisons passées au niveau national sans interruption. Le club change de nom pour désormais s'appeler Angoulême Charente Football Club. Après une année en CFA 2 lors de la saison 2007-2008, le club redescend en championnat de Division d'Honneur. L'ACFC obtient une nouvelle accession en CFA 2 à l'issue de la saison 2012-2013.
En 2019, Angoulême finit leader du groupe Nouvelle-Aquitaine de National 3 après une saison exceptionnelle, les plaçant premiers avec 61 points alors que le deuxième, l'US Lège Cap Ferret, n'a que 47 points. Ils retrouvent donc la CFA, renommé National 2 depuis 2018.
Lors de la saison 2019-2020, Angoulême obtient son maintien en National 2 en obtenant la 8e place du classement devant l'équipe réserve du Football Club de Nantes.C'est une année tronquée par la crise sanitaire du COVID 19. Cependant, le club connait un remaniement de son effectif durant l'été 2020 avec 12 départs compensés par 13 arrivées.
En janvier 2020, le club, jouant habituellement au stade Camille-Lebon reçoit au stade Chanzy voisin le Racing Club de Strasbourg Alsace évoluant en Championnat de France de Ligue 1 lors du seizième de finale de la Coupe de France de football.
Le 9 décembre 2023, Angoulême Charente accueille au stade Lebon le FC Girondins de Bordeaux lors 8è tour de la Coupe de France  devant près de 4 000 spectatateurs qui voient les Bordelais s'imposer sur le score de un but à 0,.

## Palmarès et records

### Palmarès
Compétitions nationales officielles
- Vice-Champion de France de Division 2 : 1968-1969.
- Premier du groupe C de CFA : 2001
- Premier de la région Nouvelle-Aquitaine en National 3 : 2019

Compétitions régionales
- Champion du Centre-Ouest[12] : 1923, 1924, 1934, 1935, 1937, 1938, 1939, 1942, 1945, 1980 (rés.), 1980 (rés.), 1986 (rés.), 1998 (rés.), 2002 (rés.), 2007, 2013.
- Vainqueur de la Coupe du Centre-Ouest[13] : 1936, 1937, 1938, 1986, 1998 (rés.), 1999 (rés.)
- Vainqueur de la Coupe de Charente[14] : 1951 (rés.), 1957 (rés.), 1961 (rés.)

Tournois amicaux
- Trophée Costa Verde (es) de Gijón : 1967[15]

## Identité du club

### Changements de nom
Le club a été renommé à plusieurs reprises au cours de son histoire, notamment du fait de problèmes financiers :
- « SC Angoulême » de 1920 à 1925.
- « AS des Charentes » de 1925 à 1948.
- « AS Angoulême (ASA) » de 1948 à 1992.
- « AS Angoulême Charente 92 (ASAC92) » de 1992 à 2005.
- « Angoulême Charente Football Club (ACFC) » depuis 2005.

### Maillots
Lors de ses années en première division, le club évolue généralement en maillot bleu avec un short blanc et des bas blancs ou bleus et blancs.
| Domicile | Extérieur |

### Logos

Logo du club de 1948 à 1992.
Logo du club dans les années 1990.
Logo du club de 2005 à 2020.
Logo actuel en usage.
Version alternative du logo actuel.

## Personnalités

### Présidents
- Patrick Triaud
- Robert Diacono

### Entraîneurs
Le tableau suivant présente la liste des entraîneurs du club depuis 1920.
| Rang | Nom                 | Période     |
| ---- | ------------------- | ----------- |
| 1    | ?                   | 1920-1945   |
| 2    | Robert Lacoste      | 1945-1947   |
| 3    | Jacques Coldeboeuf  | 1947-1949   |
| 4    | Puchalt             | 19??-19??   |
| 5    | Friedman            | 19??-19??   |
| 6    | Lamaud              | 19??-19??   |
| 7    | Dupouy              | 19??-19??   |
| 8    | Dominique           | Années 1950 |
| 9    | Lambertus de Harder | 1957-1960   |
| 10   | Joseph Ibáñez       | 1960-1965   |
| 11   | Angelo Grizzetti    | 1965-1966   |
| 12   | Jacques Favre       | 1966-1968   |
| 13   | Pierre Phelipon     | 1968-1969   |
| 14   | Goujon & Lekkak     | 1969-1970   |
| 15   | Claude Hugues       | 1970-1971   |

| Rang | Nom              | Période         |
| ---- | ---------------- | --------------- |
| 16   | Angelo Grizzetti | 05/1971-1972    |
| 17   | Yvon Goujon      | 1972-11/1973    |
| 18   | Henri Skiba      | 11/1973-1977    |
| 19   | Paul Lévin       | 1977-1983       |
| 20   | Mohamed Lekkak   | 1983-10/1983    |
| 21   | Robert Salün     | 10/1983-1984    |
| 22   | Guy Latapie      | 1984-1987       |
| 23   | Hugo Bargas      | 1987-1991       |
| 24   | Patrick Duvoid   | 1991-10/1991    |
| 25   | Andrej Szarmach  | 1991-04/1995    |
| 26   | Guy Latapie      | 04/1995-03/1997 |
| 27   | Éric Guérit      | 03/1997-12/1998 |
| 28   | Patrice Neveu    | 01/1999-07/1999 |
| 29   | Christian Letard | 1999-01/2001    |
| 30   | Hervé Goursat    | 01/2001-05/2003 |

| Rang | Nom                               | Période         |
| ---- | --------------------------------- | --------------- |
| 31   | Pascal Chavaroche                 | 2003-08/2003    |
| 32   | Yannick Plissonneau               | 08/2003-10/2003 |
| 33   | Patrice Lair                      | 10/2003-02/2004 |
| 34   | Éric Guérit                       | 02/2004-2005    |
| 35   | Nicolas Bastère                   | 2005-02/2008    |
| 36   | Jean-Claude Chemier               | 02/2008-03/2008 |
| 37   | Patrice Lair                      | 03/2008-2008    |
| 38   | Laurent Dauriac                   | 2008-2009       |
| 39   | Jean-Jacques Eydelie              | 2009-2010       |
| 40   | Jean-Pierre Bernard               | 2010-04/2011    |
| 41   | Johann Dumais & Gilles Crapoulet  | 04/2011-2012    |
| 42   | Johann Dumais & Christophe Forest | 2012-2016       |
| 43   | Hervé Loubat                      | 2016-04/2021    |
| 44   | David Giguel                      | 05/2021-        |